# 皮鲁
皮鲁（法語：Pirou，法語發音：[piʁu]）是法国芒什省的一个市镇，属于库唐斯区。

## 地理
皮鲁（49°9'57"N, 1°34'8"W）面积29.11 平方千米，位于法国诺曼底大区芒什省，该省份为法国西北部沿海省份，西、北、东北三面环大西洋，东起顺时针与卡爾瓦多斯省、奧恩省、马耶讷省和伊勒-维莱讷省接壤。
与皮鲁接壤的市镇（或旧市镇、城区）包括：克雷昂斯、拉弗伊、热福斯、米讷维尔勒班加尔。

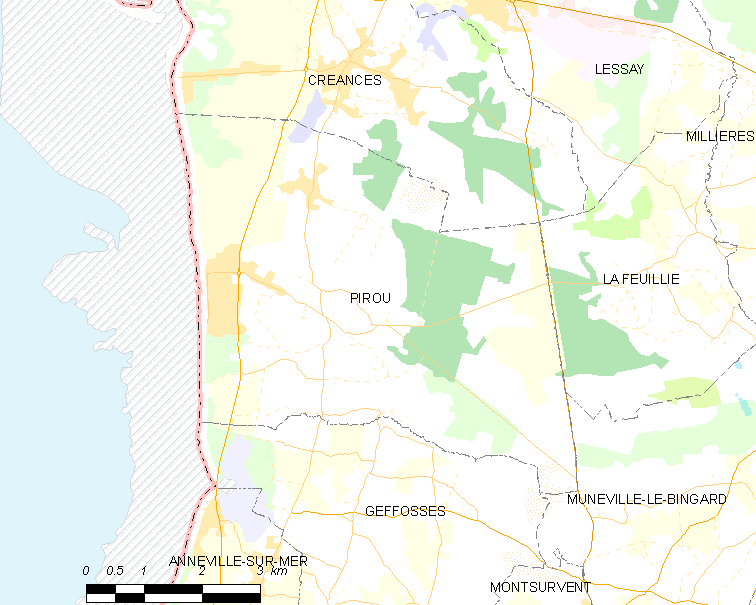
皮鲁的OSM定位图

皮鲁的时区为UTC+01:00、UTC+02:00（夏令时）。

## 行政
皮鲁的邮政编码为50770，INSEE市镇编码为50403。

## 政治
皮鲁所属的省级选区为克雷昂斯县。

## 人口

1962-2008年间皮鲁人口变化图示

皮鲁于2022年1月1日时的人口数量为1486人。